# 内堀醸造
内堀醸造株式会社（うちぼりじょうぞう、英: UCHIBORI VINEGAR,INC.）は、岐阜県加茂郡八百津町に本社を置く日本の食酢メーカーである。

## 主な製品
- 米酢、穀物酢
- 黒酢
- 果実酢、りんご酢
- 合わせ酢、すし酢
- 業務用や原料用の酢、セブンプレミアムなどのプライベートブランド製品[7]の受託生産
- デザートビネガー®[4] - 主に果汁を原料とする、果実風味の酢。

## 沿革
- 1876年（明治9年） - 創業[8]。
- 1951年（昭和26年）2月 - 法人設立[8]。
- 2003年（平成15年）2月 - 日本初の酢の専門店「オークスハート」を出店[4][9]。
- 2014年（平成26年） - 平成26年度ふるさと企業大賞（総務大臣賞）受賞[6][10]。

## 事業所
- 本社工場 - 〒505-0303 岐阜県加茂郡八百津町伊岐津志437-1
- アルプス工場 - 〒399-3701 長野県上伊那郡飯島町田切160-335
- 名古屋支店 - 〒462-0845 愛知県名古屋市北区柳原3-11-21
- 東京支店 - 〒104-0061 東京都中央区銀座一丁目
- 札幌営業所 - 〒060-0042 北海道札幌市中央区大通西18丁目2番7号
- 大阪営業所 - 〒533-0033 大阪府大阪市東淀川区東中島2-8-8 ワークステーション新大阪ビル302号室